# Willy Allemann
Wilhelm Allemann (10 giugno 1942 – 22 settembre 2009) è stato un calciatore svizzero, di ruolo attaccante.

## Carriera

### Club
Cominciò la sua carriera nel 1962-1963 con la maglia del Moutier, formazione della seconda serie svizzera.
Dal 1964 giocò in massima serie, prima nel Grenchen, poi, due anni dopo, nel Grasshoppers, quindi dal 1968 con lo Young Boys.
Dal 1971 passò al Lucerna, con cui retrocesse immediatamente. Chiuse la carriera in seconda serie.

### Nazionale
Il 18 giugno 1966 collezionò la sua unica presenza in nazionale, disputando il primo tempo dell'amichevole contro il Messico; fu sostituito ad inizio ripresa da Philippe Pottier. Fece parte della spedizione svizzera al Campionato mondiale di calcio 1966, senza mai scendere in campo nella competizione.

## Statistiche

### Cronologia presenze e reti in nazionale
| Cronologia completa delle presenze e delle reti in nazionale ― Svizzera | Cronologia completa delle presenze e delle reti in nazionale ― Svizzera | Cronologia completa delle presenze e delle reti in nazionale ― Svizzera | Cronologia completa delle presenze e delle reti in nazionale ― Svizzera | Cronologia completa delle presenze e delle reti in nazionale ― Svizzera | Cronologia completa delle presenze e delle reti in nazionale ― Svizzera | Cronologia completa delle presenze e delle reti in nazionale ― Svizzera | Cronologia completa delle presenze e delle reti in nazionale ― Svizzera |
| Data                                                                    | Città                                                                   | In casa                                                                 | Risultato                                                               | Ospiti                                                                  | Competizione                                                            | Reti                                                                    | Note                                                                    |
| ----------------------------------------------------------------------- | ----------------------------------------------------------------------- | ----------------------------------------------------------------------- | ----------------------------------------------------------------------- | ----------------------------------------------------------------------- | ----------------------------------------------------------------------- | ----------------------------------------------------------------------- | ----------------------------------------------------------------------- |
| 18-6-1966                                                               | Losanna                                                                 | Svizzera                                                                | 1 – 1                                                                   | Messico                                                                 | Amichevole                                                              | 0                                                                       | 46’                                                                     |
| Totale                                                                  |                                                                         | Presenze                                                                | 1                                                                       |                                                                         | Reti                                                                    | 0                                                                       |                                                                         |